# Montelabbate
Montelabbate – miejscowość i gmina we Włoszech, w regionie Marche, w prowincji Pesaro i Urbino.
Według danych na rok 2004 gminę zamieszkiwało 5338 osób, 280,9 os./km².